# Deposition
Unter atmosphärischer Deposition werden die Stoffflüsse aus der Erdatmosphäre auf die Erdoberfläche verstanden, das heißt der Austrag und die Ablagerung von gelösten, partikelgebundenen oder gasförmigen Luftinhaltsstoffen auf Oberflächen (Akzeptoren) biotischer oder abiotischer Systeme. Biotische Akzeptoren sind die oberirdischen Sprossteile von Pflanzen, insbesondere die Blätter und Nadeln. Abiotische Akzeptoren können der Boden, Oberflächengewässer, Schneedecken oder Bauwerke (Dächer, Straßen u. a.) sein.

## Depositionsprinzipien
Die atmosphärische Deposition ist ein komplexer, aus vielen Einzelmechanismen bestehender Vorgang.
Größere Partikel und Tropfen folgen der Schwerkraft und sedimentieren. Kleinere schwebende Partikel werden mit den Turbulenzen der Luftströmungen auf Oberflächen abgelagert (Impaktion). Gase werden an feuchten Oberflächen gelöst oder von trockenen Oberflächen adsorbiert.
Es gibt prinzipiell drei Typen von Deposition:
- Trockene atmosphärische Deposition ist der Austrag von Substanzen durch feste Partikel und kleine flüssige Partikel (Nebel- und Wolkentröpfchen) sowie von Gasen aus der Atmosphäre einschließlich ihrer Ablage auf Akzeptoroberflächen.
- Feuchte atmosphärische Deposition bezeichnet den Vorgang des Austrags und der Ablage von Stoffen durch kleine flüssige Partikel (Tröpfchen).
- Nasse atmosphärische Deposition ist der Austrag von gelösten und ungelösten (an Partikeln haftenden) Substanzen durch wässrige Niederschläge wie Regen, Schnee und Hagel.

Eine Besonderheit der nassen Deposition stellt die Interzeptionsdeposition dar. Dies ist die Stofffracht, die mit dem von Pflanzen abtropfenden Niederschlag (bei Bäumen: Kronentraufwasser) den Boden erreicht. Oberirdische Pflanzenteile, insbesondere Blätter und Nadeln in Wäldern, stellen auch in Trockenperioden oder bei Nebelereignissen eine bedeutende Akzeptoroberfläche dar (Auskämmeffekt, Nebeltraufe). Bei Niederschlagsereignissen können die zuvor trocken deponierten und zwischenzeitlich zum Teil metabolisierten Stoffe abgewaschen werden. Die nassen Depositionsraten auf den Boden sind dadurch in Wäldern, insbesondere in den nicht-winterkahlen Nadelwäldern, in der Regel deutlich gegenüber Freiland erhöht.

## Globale Unterschiede
Der Austrag von Stoffen aus der Atmosphäre durch Deposition ist kein vollständig irreversibler Prozess. Ein Teil der deponierten Stoffmenge kann wieder zurück in die Atmosphäre verdampfen (Reemission). Weil die Reemissionrate in wärmeren Klimaregionen höher ist als in kalten und zudem die mikrobiologische Aktivität mit der Temperatur zunimmt, kommt es mit der Zeit zu einer Anreicherung langlebiger reemittierter Substanzen in den Polargebieten (Grashüpfereffekt).

## Messung von Depositionsraten
Gemessen wird die Deposition mit Depositionssammlern, das sind im Prinzip nach oben offene Töpfe oder Trichter mit einem Sammelgefäß. Für die Messung der gesamten Deposition ist die Auffangeinheit während der gesamten Sammelperiode durchgehend gegenüber der Atmosphäre geöffnet (Bulk-Sammler). Für die getrennte Bestimmung von nasser und trockener Deposition besitzen die Sammler einen Sensor zum Erkennen von Niederschlagsereignissen, der das automatische Öffnen und Schließen eines Verschlusses über der Auffangeinheit steuert (Wet-only-Sammler bzw. Dry-only-Sammler).
Aus Auffangfläche, Niederschlagsmenge und Stoffkonzentration lässt sich die Depositionsrate berechnen. Dies ist die pro Zeit- und Flächeneinheit deponierte Stoffmenge. Übliche Einheiten sind (Milli-, Mikro-)Gramm pro Quadratmeter und Tag oder (Kilo-)Gramm pro Hektar und Jahr.
Über die Deposition werden erhebliche Stoffmengen aus der Atmosphäre auf und in den Boden eingetragen. Hierzu zählen auch Luftschadstoffe. Für bestimmte Schadstoffe (z. B. POP) ist die Deposition sogar die einzige Ursache für ihre ubiquitäre Verbreitung in Böden. Die Messung, Kenntnis und Minderung der Depositionsraten ist daher ein wichtiger Bestandteil des Umweltschutzes, insbesondere Bodenschutz und Forstwissenschaften.